# Брег-Љуми
Брег-Љуми (алб. Breg-Lumi) је насељено место у општини Скадар у округу Скадар, Албанија. Према попису из 1989. године, Брег-Љуми и Ницај-Шаља су имали 703 становника.
Брег-Љуми су једно од насеља племена Шаља.